# 1999 a tudományban
1999 a tudományban és a technikában.

## Aeronautika
- február 27. – Mialatt Colin Prescot és Andy Elson próbálták körülrepülni a Földet egy hőlégballonnal, 233 órás és 55 perces repülésükkel megdöntötték az egyhuzamban a levegőben tartózkodás világcsúcsát.
- március 3. – Bertrand Piccard és Brian Jones kísérletet tettek a Föld hőlégballonnal való körülrepülésére. Március 20-án sikeresen teljesítették céljukat.

## Biológia
- A Thiomargarita namibiensis baktériumot felfedezik Namíbia partjainál. 0,3 mm-es átmérőjével ez a ma ismert legnagyobb baktérium.

## Csillagászatésűrkutatás
- február 7. – A Stardust szondát elindítják, melynek feladata, hogy mintát gyűjtsön egy üstökös kómájából, és visszahozza azt a Földre.
- július 20. – A Liberty Bell 7-et kiemelik az Atlanti-óceánból.
- július 23. – felbocsátják a Chandra röntgenműholdat
- július 31. – A NASA Lunar Prospector szondája a Holdba csapódik.
- augusztus 11. – teljes napfogyatkozás Európában. Magyarországon a Szombathely-Siófok-Szeged tengelyen.
- december 10. – felbocsátják az XMM-Newton röntgenműholdat.
- A NASA elveszti két Mars-szondáját, a Mars Climate Orbitert és a Mars Polar Landert.
- A Subaru 8,3 m-es és a Gemini North 8,1 m-es tükrös teleszkóp kezdi meg működését a Mauna Kea Obszervatóriumban Hawaii-on.

## Geológia
- január 25. – Egy Richter-skála szerinti 6,0-s erősségű földrengés rázta meg Kolumbia nyugati részét, legalább 1000 ember életét kioltva.
- augusztus 17. – Egy 7,4 magnitúdójú rengés rázta meg Törökországot, megölve több mint 17 000, megsebesítve több mint 44 000 embert.

## Számítástechnika
- március 26. – A Melissa féreg megtámadja az Internetet.
- Bemutatták az első működő 3 qubites kvantumszámítógépet az IBM Almaden kutatóközpontjában. A Grover-algoritmus első alkalmazása.

## Technika
- A Tokyo Motor Show-n bemutatják a Bugatti Veyron tanulmányautót.

## Díjak
- Nobel-díj
  - Fizikai Nobel-díj: Gerardus 't Hooft (Hollandia) és Martinus J.G. Veltman (Hollandia) „az elektrogyenge kölcsönhatás kvantumszerkezetének tisztázásáért” (alapvető kölcsönhatások).
  - Kémiai Nobel-díj: Ahmed H. Zewail „femtoszekundumos spektroszkópia területén végzett kémiai reakciók átmeneti állapotainak tanulmányozásáért.”
  - Fiziológiai és orvostudományi Nobel-díj: Günter Blobel „azoknak a molekulán belüli jelzéseknek a fölfedezéséért, amelyek a fehérjéknek a sejthártyán keresztüli vándorlását és a sejten belüli elhelyezkedését vezérlik”.
- Turing-díj: Fred Brooks
- Wollaston-medál a geológiáért: John Frederick Dewey

## Halálozások
- január 21. – Itokava Hideo, a japán rakétatechnika és űrprogram úttörő tudósa (* 1912).
- február 21. – Gertrude B. Elion megosztott Nobel-díjas amerikai biokémikus, farmakológus (* 1918).
- február 25. – Glenn T. Seaborg kémiai Nobel-díjas amerikai vegyész (* 1912).
- március 3. – Gerhard Herzberg német-kanadai Nobel-díjas kémikus és fizikus (* 1904).
- május 26. – Waldo Semon feltaláló (* 1898).
- november 11. – Vivian Ernest Fuchs geológus és felfedező (* 1908).

.